# Jørgen Meldgaard
Jørgen Meldgaard, de son nom complet Jørgen Laursen Meldgaard, est un archéologue et conservateur de musée danois né le 7 mars 1927 à Skive au Danemark, et mort le 9 mars 2007.
Il a principalement travaillé pour le musée national du Danemark, au département d'ethnographie, à Copenhague, ainsi que pour le musée de la civilisation, au Vieux-Québec.
Il a principalement mené des fouilles dans la baie de Disko, dans l'ouest du Groenland, sur les sites archéologiques préhistoriques de Saqqaq-Niaqornaarsuk, et de Sermermiut, ainsi que sur le site viking de L'Anse aux Meadows, sur l'île de Terre-Neuve et de Guran Tepe (cs), un complexe funéraire daté du Néolithique puis l'âge du bronze et situé dans la province du Lorestan, en Iran.
Ces travaux sur les sites de l'ouest du Groenland menés dans les années 1950 l'ont conduit à définir et introduire la culture de Saqqaq, une culture archéologique préhistorique paléoesquimaude.
Une fondation, la fondation Carpenter-Meldgaard, porte son nom.

## Biographie
Il naît à Skive, une commune située dans la région du Jutland central, d'Ejnar Meldgaard (1900-1977) et d'Ella Petersen (1908-1967),. Il passe son enfance sur l'île de Fionie.
Meldgaard effectue ses premières études à l'école d'état (da) de Rungsted jusqu'en 1945. Il fait ensuite des études d'archéologie à l'université d'Aarhus,,. Il en ressort en 1953 diplômé d'un doctorat en archéologie préhistorique et en préhistoire européenne sous la conduite de l'archéologue Peter Vihelm Glob (en),. Il fait des recherches sur l'archéologie arctique dès 1948, en participant à l'expédition danoise en terre de Peary, dirigée par Eigil Knuth,. Durant l'été, avec l'historien Hans-Georg Bandi, il étudie les cultures archéologiques du nord-est du Groenland, ainsi que les relations existant entre celles-ci et les cultures de Dorset et de Thulé mises en évidence et attestées dans la zone arctique du Canada et sur les rives du détroit de Smith.
En 1949, Meldgaard prend part à une expédition organisée par le musée national du Danemark et menée sur des sites archéologiques nordiques dans le sud-ouest du Groenland. L'année suivante, sur invitation de l'archéologue danois Helge Larsen (da), il participe comme assistant, à entreprendre des fouilles au sein des grottes de Trail Creek (en), en Alaska. Les recherches de l'équipe s'orientent ensuite sur l'excavation d'un habitat attribué à la culture d'Ipiutak (en), au cours de l'été de la même année.
Il devient conservateur pour le musée national du Danemark à partir de 1959,. Il prend sa retraite en 1997,. Durant cette période, dans les années 1967 et 1968, il travaille également pour le musée de la civilisation, au Québec comme délégué de recherches,,.

## Travaux
En 1949, il entreprend des fouilles au sein d'une nécropole nordique située dans l'Établissement de l'Est, au sud-ouest du Groenland. L'année suivante, en 1950, il exécute des recherches archéologiques sur un tumulus eskimo situé au niveau du détroit de Béring.
En 1952, il mène des fouilles sur un site nordique et eskimo situé dans le district de Nuuk.
En 1953, il conduit un chantier de fouilles et d'excavations sur le site de Saqqaq Niaqornaarsuk, un site palaoesquimo établi sur la commune éponyme de Saqqaq, sur les rives du détroit de Sullorsuaq, dans la baie de Disko. Ces recherches, précédemment exécutées par Hans Kristian Mosegaard, puis celles faites sur le site de Sermermiut, avec Helge Larsen, conduisent Meldgaard à identifier une « phase de Saqqaq »,,,. Il introduit pour la première fois la notion de « culture de Saqqaq », en 1955,,, puis définit et entérine trois ans plus tard, dans une publication de 1958, en s'appuyant sur le profil stratigraphique du site archéologique de Sermermiut, cette culture archéologique,,,.
En juillet 1956, l'archéologue danois entreprend une expédition au Canada, afin d'effectuer des recherches sur le Vinland, un territoire nord-américain qui aurait été découvert autour de l'an mil par le viking et explorateur Leif Eriksson. Cette expédition, préparée dans les années 1953 et 1954, débute en date du 7 juillet 1956 lorsque Melgaard prend un vol aérien au départ de Sisimiut pour rallier la Goose Bay, au Labrador. Au cours de son séjour en Terre-Neuve, il entreprend des prospections et des excavations le site de l'Anse aux Meadows. Ses recherches sur le Vinland se terminent le 10 août et il revient au Groenland le 16. Ses travaux sur l'ancien site viking l'amène à la conclusion que le Vinland aurait été très probablement fondé au sein de la baie des Pistolets.
En 1961, Meldgaard opère des travaux d'excavations de chapelle de Sainte-Thjodhild.
En 1962-1963, avec les archéologues Peder Mortensen et Henrik Thrane, il effectue des fouilles de Guran Tepe (cs), un site funéraire iranien utilisé durant le Néolithique puis l'âge du bronze et situé dans la province du Lorestan,,.
En 1966, il est l'initiateur d'un programme de partenariat entre Inuits et Européens, projet qui permet, entre 1969 et 1975, les excavations de sites inuits datés de la fin du XVIIIe siècle.
Dans les années 1970, il fait partie de l'équipe scientifique chargée d'étudier les corps momifiés exhumés du site thuléen de Qilakitsoq,,,.
En marge de ses activités d'archéologue et de conservateur, il a également réalisés trois films documentaires sur l'art inuit. Le premier a été réalisé en 1952, sur les rives du fjord de Nuuk. Le deuxième documentaire est filmé en 1954, à Igloulik, dans le Nunavut. Enfin, en 1982, Meldgaard réalise son troisième film sur les excavations pratiquées sur le site archéologique de Qajaa, dans la baie de Disko.

## Distinctions, hommages et postériorité
Il est récipiendaire de médaille Hans Egede en 1976 et de la médaille groenlandaise du mérite pour service rendu (en), — la Nersornaat —, en 1997,. Il reçoit le prix Erik Westerby (da) en 2003.
Une fondation, appelée la Carpenter-Meldgaard Endowment, un projet basé pour la recherche archéologique au Groenland et dans le Canada arctique, porte son nom. Cette structure permet, entre autres, de mettre en commun les travaux effectués par les membres du musée national du Danemark et ceux du musée canadien de la civilisation,.

## Publications
- (da) « Grønlændere i tre tusinde år I », Tidsskriftet Grønland, no 4,‎ 1958, p. 121-129 (lire en ligne [PDF])
- (da) « Grønlændere i tre tusinde år II », Tidsskriftet Grønland, no 5,‎ 1958, p. 170-178 (lire en ligne [PDF]).
- (da) « Om de gamle nordboer og deres skæbne », Tidsskriftet Grønland, no 3,‎ 1961, p. 93-102 (lire en ligne [PDF]).
- (da) « Tjodhildes kirke på Brattalid », Tidsskriftet Grønland, no 8,‎ 1964, p. 281-299 (lire en ligne [PDF]).
- (en) avec Peder Mortensen et Henrik Thrane, Excavations at Tepe Guran, Luristan : preliminary report of the Danish Archaeological Expedition to Iran 1963, vol. 34, Acta Archaeologica, 1964, 133 p. (présentation en ligne).
- (da) « Nordboernes Vesterbygd », Tidsskriftet Grønland, no 12,‎ 1966, p. 401-412 (lire en ligne [PDF]).
- (da) « Inuit-nordbo undersøgelsen », Tidsskriftet Grønland, no 2,‎ 1976, p. 33-44 (lire en ligne [PDF]).
- (en) « The Prehistoric Cultures in Greenland : Discontinuities in a Marginal Area. », dans Kylstra, Hans P. (directeur d'ouvrage) et al., Continuity and Discontinuity in the Inuit Culture of Greenland., Arctic Centre, Université de Groningue, 1977 (lire en ligne [PDF]), p. 19 à 52.
- (da) « Tjodhildes Kirke – den første fundberetning », Tidsskriftet Grønland, no 5,‎ 1982, p. 151-162 (lire en ligne [PDF]).
- (da) « Bopladsen Qajaa i Jakobshavn Isfjord », Tidsskriftet Grønland, no 4,‎ 1991, p. 91-205 (lire en ligne [PDF]).

## Pour en savoir plus